# Franciszek Mleczko (socjolog)
Franciszek Wiktor Mleczko (ur. 6 listopada 1931 w Łysej Górze, zm. 6 grudnia 2022) – polski socjolog, nauczyciel akademicki i urzędnik państwowy, profesor nauk humanistycznych, w latach 1993–1995 podsekretarz stanu w Urzędzie Rady Ministrów.

## Życiorys
W 1954 został absolwentem pedagogiki i psychologii oraz literatury dziecięcej w Państwowym Instytucie Pedagogicznym w Moskwie. W latach 1959–1963 odbywał studia doktoranckie z socjologii w Wyższej Szkole Nauk Społecznych przy KC PZPR, kształcił się też na półtorarocznym kursie na Sorbonie. W 1964 obronił doktorat, a w 1971 habilitację z nauk humanistycznych w zakresie socjologii wsi. W 1980 został profesorem nadzwyczajnym, zaś 1 października 1992 otrzymał tytuł profesora nauk humanistycznych. Specjalizował się w zakresie socjologii kultury, wsi i rolnictwa. Autor około 165 prac naukowych, wypromował ponad 500 magistrów i 18 doktorów.
Od 1968 do 2002 był wykładowcą Szkoły Głównej Gospodarstwa Wiejskiego, później także m.in. Akademii Nauk Społecznych. Został dziekanem Wydziału Socjologii i Pedagogiki Wyższej Szkoły Informatyki i Ekonomii TWP w Olsztynie. Opublikował różne książki socjologiczne, m.in. Z badań nad aktywnością zawodową i społeczną chłopów (1964), Spółdzielczość w społeczności wiejskiej: studium socjologiczne na przykładzie wsi Łysa Góra, pow. brzeski (1971), Oszczędność i rozrzutność w kulturach rolniczych (1976) oraz Drapieżna demokracja. Rodzina, biurokraci i gangsterzy (2002).
W latach 1976–1982 członek zespołu ekspertów UNESCO ds. kultury Europy Środkowej i Wschodniej. W latach 1974–1978 wicedyrektor Instytutu Kultury w Ministerstwie Kultury. Do rozwiązania należał do PZPR, później związał się ze środowiskiem Polskiego Stronnictwa Ludowego. Od 3 listopada 1993 do 6 marca 1995 pełnił funkcję podsekretarza stanu w Urzędzie Rady Ministrów, a także szefa zespołu doradców premiera Waldemara Pawlaka. Później został redaktorem w gazecie przeznaczonej dla młodzieży wiejskiej.

## Odznaczenia
Odznaczony Medalem Komisji Edukacji Narodowej (1973), wyróżniony też indywidualną i zespołową nagrodą Ministra Edukacji Narodowej (1991 i 1992).